# ウクレレ栗コーダー2
『ウクレレ栗コーダー2』（ウクレレくりコーダー・ツー）は、栗コーダーカルテットの2枚目のカバー・アルバム。

## 収録曲
- 映画主題歌のカバー・アルバム。カバー・アルバムは、2006年の「ウクレレ栗コーダー」以来。
- サブ・タイトルは、UNIVERSAL 100th Anniversaryで、ジェネオン・ユニバーサル・エンターテイメントジャパンの生誕100周年記念アルバムでもある。

1. 第三の男 (3:21)
編曲:栗コーダーカルテット
2. ムーンライト・セレナーデ「グレン・ミラー物語」より (3:47)
編曲:栗コーダーカルテット
3. ケ・セラ・セラ「知りすぎていた男」より (2:09)
編曲:栗コーダーカルテット
4. マリオネットの葬送行進曲「ヒッチコック劇場」より (0:18)
編曲:栗原正己
5. シャレード (3:19)
編曲:栗コーダーカルテット
6. 刑事コロンボ (1:11)
編曲:関島岳郎
7. エンターテイナー「スティング」より (2:49)
編曲:栗コーダーカルテット
8. ロック・アラウンド・ザ・クロック「アメリカン・グラフィティ」より (2:33)
編曲:川口義之
9. 大草原の小さな家 (1:24)
編曲:関島岳郎
10. ジョーズ (2:39)
編曲:関島岳郎
11. カヴァティーナ 「ディア・ハンター」より (2:38)
編曲:近藤研二
12. お前を離さない 「ブルース・ブラザース」より (2:02)
編曲:川口義之
13. E.T.のテーマ (2:43)
編曲:近藤研二
14. バック・トゥ・ザ・フューチャー (3:12)
編曲:近藤研二
15. ジュラシック・パークのテーマ (4:18)
編曲:栗原正己